# Моралес, Хавьер
Хавье́р Дамиа́н Мора́лес (исп. Javier Damián Morales;  род. 10 января 1980, Буэнос-Айрес) — аргентинский футболист и футбольный тренер, выступавший на позиции полузащитника. Наиболее известен по выступлениям за клубы «Реал Солт-Лейк» и «Арсенал» Саранди. Отец Сантьяго Моралеса.

## Игровая карьера
Моралес начал карьеру в клубе «Ланус». В 1998 году он дебютировал в аргентинской Примере. Хавьер был футболистом ротации и в большинстве сыгранных им матчей выходил на замену. За два года он вышел на поле всего двадцать раз. Из-за высокой конкуренции Хавьер покинул «Ланус» в 2000 году и подписал соглашение с «Арсеналом» из Саранди. В новой команде Моралес быстро завоевал место в основе и стал одним из ключевых футболистом клуба. За три сезона он только в чемпионате Аргентины провёл более 100 матчей. В 2003 году он ненадолго вернулся в «Ланус», но вскоре заключил соглашение с «Ньюэллс Олд Бойз». За полгода Хавьер принял участие в 11 матчах и не всегда пользовался доверием тренера.
В середине 2004 года Моралес вернулся в «Арсенал» и вновь успешно. В 2005 году он полгода выступал за «Институто», после чего решил попробовать свои силы в одном из европейских первенств. Хавьер подписал контракт с испанским «Весиндарио» из Сегунды.
17 августа 2007 года Моралес вместе с соотечественниками Фабианом Эспиндолой и Матиасом Мантильей подписал контракт с клубом MLS «Реал Солт-Лейк». 29 августа в матче против «Канзас-Сити Уизардс», в своём дебюте в высшей лиге США, Хавьер вышел на замену и уже через 40 секунд отдал голевую передачу, таким образом установив рекорд MLS. 19 сентября в поединке против «Лос-Анджелес Гэлакси» он забил свой первый гол в MLS, реализовав штрафной удар. В сезоне 2008 он сыграл в 29 из 30 матчей, забил шесть голов и отдал 15 голевых передач, побив клубный рекорд Джеффа Каннингема 11 передач. 23 сентября 2008 года руководство РСЛ продлило с Моралесом контракт до конца сезона 2012. В сезоне 2009 он помог команде выиграть Кубок MLS. По итогам сезона 2010, в котором забил семь голов и отдал девять голевых передач, Моралес был включён в символическую сборную MLS. Хавьер также дважды принял участие в Матче всех звёзд MLS — в 2009 и 2010 годах. 7 мая 2011 года в поединке против «Чивас США» он получил вывих лодыжки и разрыв связок левой ноги от подката сзади Маркоса Мондаини, и восстанавливался на протяжении 4,5 месяцев. В марте 2012 года он получил грин-карту и в MLS перестал считаться иностранным игроком. 19 ноября 2015 года Моралес продлил контракт с «Реал Солт-Лейк» на несколько лет. 3 ноября 2016 года Моралес объявил об уходе из «Реал Солт-Лейк».
27 декабря 2016 года Моралес в качестве свободного агента подписал контракт с клубом «Даллас». 8 апреля 2017 года в матче против «Миннесоты Юнайтед» он дебютировал за «Даллас», отметившись голом. По окончании сезона 2017 «Даллас» не продлил контракт с Моралесом.
12 апреля 2018 года Хавьер Моралес официально объявил о завершении футбольной карьеры.

## Тренерская карьера
В ноябре 2018 года Моралес вернулся в «Даллас», став тренером команды до 13 лет в академии клуба.
В феврале 2019 года Моралес перешёл в академию клуба «Интер Майами». 1 июня 2023 года Моралесу было поручено временно исполнять обязанности главного тренера «Интер Майами» после увольнения Фила Невилла.

## Достижения
Командные
 «Реал Солт-Лейк»
- Чемпион MLS (обладатель Кубка MLS): 2009

Личные
- Член символической сборной MLS: 2010
- Участник Матча всех звёзд MLS: 2009, 2010